# Свеска смрти 2: Последње име
Свеска смрти 2: Последње име (јап. デスノート the Last name) је јапански натприродни трилер филм из 2006. године, режисера Шусукеа Канекоа, заснован на манга серијалу Бележница смрти који је написао Цугуми Оба, а илустровао Такеши Обата. Наставак је филма Свеска смрти: Прво име (2006), а дистрибуирао га је Warner Bros. Pictures. Настављајући причу тамо где је први филм стао, радња прати Лајта Јагамија који се придружује оперативној групи која тражи Киру у покушају да одврати сумњу од себе − и отараси се Л-а.
Филм је наишао на позитивне реакције критичара, који су нарочито похвалили мрачнији тон, причу, филмски темпо, глуму и задовољавајући крај, премда су неки критиковали разлике у односу на изворни материјал. Широм света је зарадио преко 47 милионa долара, што га је учинило једним од најуспешнијих јапанских филмова те године. Филм је пратио спиноф под насловом Л: Променити свет 2008. године, као и директан наставак, Свеска смрти: Осветли нови свет, 2016. године.

## Радња
Миса Амане добија Свеску смрти од Рем, још једног шинигамија. Док се Лајт Јагами придружује полицијској оперативној групи након Шиорине сахране, Миса постаје Друга Кира и приморава ТВ станицу да емитује њене снимљене поруке. Миса, користећи своје очи шинигамија, преко телевизије сазнаје имена и убија Кириног критичара, као и детектива Могија и двојицу полицајаца, који су покушавали да растерају скуп Кириних присталица. Лајтова млађа сестра Сају је замало убијена, али Соичиро забија комби испред ТВ станице носећи мотоциклистички шлем, што спречава Мису да му види лице и сазна име. Лајт стиже да утеши Сају и Соичира, али га примети Миса, која га тачно идентификује као Киру. 
Миса прилази Лајту у близини његове куће, тражећи да му буде девојка и да се придружи његовој мисији „чишћења света”. Видевши да има очи шинигамија, Лајт прихвата њену помоћ и организује сусрет између ње и Л-а, у нади да ће сазнати Л-ово право име. Међутим, Л хапси Мису због доказа који је повезују са снимљеним порукама. Плашећи се да ће Миса све признати, Лајт организује да се њих двоје одрекну власништва над својим Свескама смрти, чиме ће изгубити памћење на њих. Лајт закопава његову Свеску смрти, док Рем другу Свеску даје Кијоми Такади, репортерки који покрива случај Кира. Његов план је да седи у притвору док Такада настави Кирина убиства, тако убеђујући полицију у своју невиност.
Након неког времена, Лајт и Миса су пуштени, али их Л држи под надзором. Лајт проналази траг који их води до Такаде и помаже оперативном тиму да је ухапси. Као резултат тога, полиција сазнаје за постојање Свезака смрти и шинигамија. Када додирне Свеску смрти, Лајт враћа своја сећања, након чега убија Такаду користећи фрагмент Свеске смрти који је био скривен у његовом сату. Раније је Лајт написао лажно правило у Свеску смрти према коме, када особа једном напише име, мора да настави да пише имена сваких тринаест дана или ће умрети. Полиција, не сумњајући у истинитост овог правила, сматра да су Лајт и Миса сада потпуно ослобођени одговорности, јер су у притвору били дуже од тринаест дана.
Лајт тражи од Мисе да откопа закопану Свеску смрти како би убила Л-а. Миса, пошто је заборавила Л-ово име, наставља Кирин убилачки поход. Л одлучује да пошаље оперативну групу, осим себе и Лајта, у Америку да тестира аутентичност правила од тринаест дана. Пошто сумња пада на Мису, Рем је приморана да убије Ватарија и Л-а како би заштитила Мису од поновног хапшења. Пошто шинигами не смеју да штите људе, ова акција резултира Ремином смрћу. Да би зауставио полицијску истрагу о Кири, Лајт уписује име свог оца у своју Свеску смрти, на Мисин ужас. Зачудо, његов отац не умире, а Лајт се налази окружен полицијом, која га држи на нишану. Л се такође појављује, откривајући да је своје име већ уписао у Свеску смрти, заказујући своју смрт месец дана унапред и тиме постао имун на даља уписивања његовог имена. Он такође открива да је Свеска смрти коју је Лајт користио била мамац и да оперативна група није отишла у Америку, већ га је надгледала са друге локације, чиме су га видели како открива своје право лице као Кира. Лајт, сатеран у ћошак, моли Рјука да убије људе који га окружују, али Рјук уместо тога одлучује да убије Лајта. Он открива Лајту да ниједан човек који је користио Свеску смрти неће моћи да оде ни у рај ни у пакао, и да ће уместо тога провести вечност у ништавилу. Лајт умире у очевим рукама, молећи оца да верује да су његови поступци учињени зарад правде.
Полиција је одлучила да заташка истину, и да саопшти да је Кира убио Лајта, а потом и себе. Двадесет дана касније, Соичиро се сусреће са Л-ом последњи пут пре него што Л умре. Годину дана касније, на Лајтов рођендан, Соичиро износи лажну причу својој жени и Сају, да је Кира убио Лајта. Миса такође слави Лајтов рођендан, без успомена на Свеску смрти. У последњој сцени Рјук лети око Токијског торња, смејући се.

## Улоге
| Глумац           | Улога          |
| ---------------- | -------------- |
| Тацуја Фуџивара  | Лајт Јагами    |
| Кеничи Мацујама  | Л / Рјузаки    |
| Ерика Тода       | Миса Амане     |
| Шунџи Фуџимура   | Ватари         |
| Такеши Кага      | Соичиро Јагами |
| Нана Катасе      | Кијоми Такада  |
| Шидо Накамура    | Рјук (глас)    |
| Шиносуке Икехата | Рем (глас)     |
| Хикари Мицушима  | Сају Јагами    |
| Шин Шимизу       | Канзу Моги     |
| Мичико Годаи     | Сачико Јагами  |
| Тацухито Окуда   | Шуичи Ајзава   |
| Сота Аојама      | Тута Мацуда    |
| Мијуки Комацу    | Санами         |
| Икуџи Накамура   | Хироказу Укита |
| Масанори Фуџита  | Рјотару Сакаџу |
| Аи Маеда         | Ајако Јошино   |
| Маги             | Јуџи Демегава  |
| Масахико Цугава  | Саеки          |